# José Isabel Ceseña
José Isabel Ceceña Lugo (Ciudad Obregón, Sonora; 20 de agosto de 1963) fue un lanzador de béisbol mexicano que jugó béisbol profesional por 21 temporadas desde 1983 al 2004. Fue el décimo sonorense y el primer nativo de Obregón en incursionar en las Grandes Ligas que fue desde 1988 a 1993. Posteriormente ha trabajado en diferentes equipos profesionales como entrenador.  

## Primeros años
A los 12 años practicaba béisbol en Campo 77, Cajeme. Ingresó a jugar en la Liga campesina como 3.ª base, siendo campeón bateador y lanzador en esa temporada. A los 15 años ingresó a la escuela de béisbol Tomás Oros Gaytán. José Isabel a los 16 años se va a estudiar un año en la Academia de Pastejé, pues detectaron que lanzaba a 85 millas por hora y así egresa en la segunda generación de esa academia en 1983. Ése mismo año es elegido por los Saraperos de Saltillo, donde estuvo hasta 1985. Fue el primer egresado de la Academia Pastejé, que llegó a Grandes Ligas.

## Ligas Menores de Estados Unidos
En 1986 fue firmado por Filis de Filadelfia, jugó par de campañas en las menores con ese club, después 4 temporadas con la escuadra texana en sus sucursales.

## Grandes Ligas
En 1987 se fue a los Rangers de Texas y debutó el 6 de abril de 1988 con el número 46, contra los Indios de Cleveland contra Julio Franco y lo ponchó. Estuvo tres temporadas. El 21 de abril de 1989 se sometió a la operación «Tommy John» siendo el primer pelotero mexicano de 27 en someterse a ése tipo de operación cuando era parte de la sucursal triple A de los Rangers de Texas. En 1990 estuvo con Rangers de nuevo. En 1991 jugó con Cerveceros de Milwaukee. En 1992 estuvo con Expos de Montreal y en 1993 con Piratas de Pittsburgh. 

## Liga Mexicana de Beisbol
Jugó 15 temporadas en esta liga. De 1983 a 1985 "Chabelo" Ceceña, jugó los Saraperos de Saltillo y de 1992 a 1996 como lanzador relevista, siendo la mejor en 1992 con 25 juegos salvados. Una temporada estuvo con Los Diablos Rojos del México y de 1997 al 2002 estuvo con los Acereros de Monclova. 

## Liga Mexicana del Pacífico
Jugó 16 temporadas años con diferentes equipos. En 1984 debutó con Yaquis de Obregón. Jugando en 1985 y 1986. Estuvo en 1988 con Águilas de Mexicali donde fueron campeones.
También jugó con Mayos de Navojoa, Cañeros de los Mochis. Volvió a Yaquis y terminó con Algodoneros de Guasave. 

## Entrenador
En 2003 inició su carrera como entrenador con los Tigres de Puebla. De ahí paso a Quintana Roo, con quienes estuvo 6 años: tres como entrenador y manejador de lanzadores y el resto los equipos menores de club; en el 2009 fue entrenador de lanzadores de los Piratas de Campeche. Del 2009 a 2011 pasó a los Acereros de Monclova como entrenador en la Academia; en 2013 se fue los Pericos de Puebla como encargado de los lanzadores y en el 2014 fue enviado a las sucursales de los Vaqueros Laguna. 
En 2015, la directiva de Saraperos de Saltillo lo contrata para búsqueda y Desarrollo de Talento en la organización.

## Vida familiar
Es hijo de Luis Ceseña Camargo y Eustolia Lugo Ruiz. Tuvo 7 hermanos 5 varones y dos mujeres. Con su esposa Noemí Salas tuvo 3 hijos.

## Reconocimiento
Desde 2011, fue incluido en el Recinto de Inmortales de Cd. Obregón, junto a Karim García y Douglas Clarck.